# Gran Premio de Cataluña de Motociclismo
El Gran Premio de Cataluña de Motociclismo (hasta 1995: Gran Premio de Europa de Motociclismo) es una carrera de motociclismo de velocidad de España que se añadió al calendario 1991 del Campeonato Mundial de Motociclismo como complemento del Gran Premio de España de Motociclismo, para aprovechar el éxito de los pilotos españoles en dicha categoría y la alta cantidad de seguidores del campeonato en ese país. La edición de 1991 se corrió en el Circuito del Jarama, y las posteriores en el Circuito de Cataluña. El Gran Premio de la Comunidad Valenciana, estrenado en 1999, no puso en peligro la permanencia de las otras dos carreras en el calendario.
El italiano Valentino Rossi lleva en esta carrera una victoria en 125cc, dos en 250cc y seis en MotoGP. Su coterráneo Max Biaggi venció cuatro veces consecutivas en 250cc, aunque nunca en la división superior. Los únicos ganadores españoles del Gran Premio de Cataluña en la categoría máxima eran catalanes: Carlos Checa, Álex Crivillé y Daniel Pedrosa hasta la victoria de Jorge Lorenzo en 2010.

## Ganadores del Gran Premio de Cataluña

### Ganadores múltiples (pilotos)
| # Victorias | Piloto           | Victorias | Victorias                          |
| # Victorias | Piloto           | Categoría | Años ganador                       |
| ----------- | ---------------- | --------- | ---------------------------------- |
| 10          | Valentino Rossi  | MotoGP    | 2002, 2004, 2005, 2006, 2009, 2016 |
| 10          | Valentino Rossi  | 500 cc    | 2001                               |
| 10          | Valentino Rossi  | 250 cc    | 1998, 1999                         |
| 10          | Valentino Rossi  | 125 cc    | 1997                               |
| 6           | Jorge Lorenzo    | MotoGP    | 2010, 2012, 2013, 2015, 2018       |
| 6           | Jorge Lorenzo    | 250 cc    | 2007                               |
| 3           | Dani Pedrosa     | MotoGP    | 2008                               |
| 3           | Dani Pedrosa     | 250 cc    | 2005                               |
| 3           | Dani Pedrosa     | 125 cc    | 2003                               |
| 3           | Marc Márquez     | MotoGP    | 2014, 2019                         |
| 3           | Marc Márquez     | 125 cc    | 2010                               |
| 3           | Fabio Quartararo | MotoGP    | 2020, 2022                         |
| 3           | Fabio Quartararo | Moto2     | 2018                               |
| 3           | Álex Márquez     | Moto2     | 2017, 2019                         |
| 3           | Álex Márquez     | Moto3     | 2014                               |
| 2           | Mick Doohan      | 500 cc    | 1997, 1998                         |
| 2           | Tomomi Manako    | 125 cc    | 1996, 1998                         |
| 2           | Randy de Puniet  | 250 cc    | 2003, 2004                         |
| 2           | Álvaro Bautista  | 250 cc    | 2009                               |
| 2           | Álvaro Bautista  | 125 cc    | 2006                               |
| 2           | Casey Stoner     | MotoGP    | 2007, 2011                         |
| 2           | Johann Zarco     | Moto2     | 2015, 2016                         |
| 2           | Andrea Iannone   | Moto2     | 2012                               |
| 2           | Andrea Iannone   | 125 cc    | 2009                               |
| 2           | Andrea Dovizioso | MotoGP    | 2017                               |
| 2           | Andrea Dovizioso | 250 cc    | 2006                               |
| 2           | David Alonso     | Moto3     | 2023, 2024                         |

### Ganadores múltiples (constructores)
| # Victorias | Constructor | Victorias | Victorias                                                        |
| # Victorias | Constructor | Categoría | Años ganador                                                     |
| ----------- | ----------- | --------- | ---------------------------------------------------------------- |
| 23          | Honda       | MotoGP    | 2002, 2008, 2011, 2014, 2019                                     |
| 23          | Honda       | 500 cc    | 1996, 1997, 1998, 1999, 2001                                     |
| 23          | Honda       | 250 cc    | 1997, 2001, 2005, 2006                                           |
| 23          | Honda       | 125 cc    | 1996, 1998, 2003                                                 |
| 23          | Honda       | Moto3     | 2014, 2015, 2016, 2017, 2018, 2019                               |
| 18          | Aprilia     | MotoGP    | 2023                                                             |
| 18          | Aprilia     | 250 cc    | 1996, 1998, 1999, 2002, 2003, 2004, 2007, 2009                   |
| 18          | Aprilia     | 125 cc    | 1997, 1999, 2000, 2001, 2004, 2005, 2006, 2009, 2011             |
| 12          | Yamaha      | MotoGP    | 2004, 2005, 2006, 2009, 2010, 2012, 2013, 2015, 2016, 2020, 2022 |
| 12          | Yamaha      | 250 cc    | 2000                                                             |
| 11          | Kalex       | Moto2     | 2011, 2013, 2014, 2015, 2016, 2017, 2019, 2020, 2021, 2022, 2023 |
| 9           | Ducati      | MotoGP    | 2003, 2007, 2017, 2018, 2024                                     |
| 9           | Ducati      | MotoE     | 2023, 2023, 2024, 2024                                           |
| 4           | KTM         | MotoGP    | 2021                                                             |
| 4           | KTM         | Moto3     | 2013, 2020                                                       |
| 4           | KTM         | 125 cc    | 2007                                                             |
| 3           | Gas Gas     | Moto3     | 2021, 2022, 2023                                                 |
| 2           | Gilera      | 250 cc    | 2008                                                             |
| 2           | Gilera      | 125 cc    | 2002                                                             |
| 2           | Derbi       | 125 cc    | 2008, 2010                                                       |
| 2           | Speed Up    | Moto2     | 2012, 2018                                                       |

### Ganadores múltiples (países)
| # Victorias | País      | Victorias | Victorias                                            |
| # Victorias | País      | Categoría | Años ganador                                         |
| ----------- | --------- | --------- | ---------------------------------------------------- |
| 33          | España    | MotoGP    | 2008, 2010, 2012, 2013, 2014, 2015, 2018, 2019, 2023 |
| 33          | España    | 500 cc    | 1996, 1999                                           |
| 33          | España    | Moto2     | 2013, 2014, 2017, 2019                               |
| 33          | España    | 250 cc    | 2005, 2007, 2009                                     |
| 33          | España    | 125 cc    | 2003, 2004, 2006, 2010, 2011                         |
| 33          | España    | Moto3     | 2012, 2013, 2014, 2016, 2017, 2019, 2021, 2022       |
| 33          | España    | MotoE     | 2021, 2024                                           |
| 28          | Italia    | MotoGP    | 2002, 2003, 2004, 2005, 2006, 2009, 2016, 2017, 2024 |
| 28          | Italia    | 500 cc    | 2001                                                 |
| 28          | Italia    | Moto2     | 2012, 2020, 2022                                     |
| 28          | Italia    | 250 cc    | 1996, 1998, 1999, 2002, 2006, 2008                   |
| 28          | Italia    | 125 cc    | 1997, 2000, 2001, 2005, 2009                         |
| 28          | Italia    | Moto3     | 2018                                                 |
| 28          | Italia    | MotoE     | 2023, 2023, 2024                                     |
| 10          | Francia   | MotoGP    | 2020, 2022                                           |
| 10          | Francia   | Moto2     | 2015, 2016, 2018                                     |
| 10          | Francia   | 250 cc    | 2000, 2003, 2004                                     |
| 10          | Francia   | 125 cc    | 1999, 2008                                           |
| 6           | Japón     | Moto2     | 2010, 2024                                           |
| 6           | Japón     | 250 cc    | 2001                                                 |
| 6           | Japón     | 125 cc    | 1996, 1998, 2007                                     |
| 5           | Australia | MotoGP    | 2007, 2011                                           |
| 5           | Australia | 500 cc    | 1997, 1998                                           |
| 5           | Australia | Moto2     | 2021                                                 |
| 2           | Alemania  | Moto2     | 2011                                                 |
| 2           | Alemania  | 250 cc    | 1997                                                 |
| 2           | Colombia  | Moto3     | 2023, 2024                                           |

### Por año
Nota: las ediciones que no formaron parte del Campeonato Mundial de Motociclismo tienen fondo rosa.
| Año  | Circuito | MotoE            | MotoE       | MotoE          | MotoE       | Moto3         | Moto3       | Moto2            | Moto2       | MotoGP            | MotoGP      |
| Año  | Circuito | Carrera 1        | Carrera 1   | Carrera 2      | Carrera 2   | Moto3         | Moto3       | Moto2            | Moto2       | MotoGP            | MotoGP      |
| Año  | Circuito | Piloto           | Constructor | Piloto         | Constructor | Piloto        | Constructor | Piloto           | Constructor | Piloto            | Constructor |
| ---- | -------- | ---------------- | ----------- | -------------- | ----------- | ------------- | ----------- | ---------------- | ----------- | ----------------- | ----------- |
| 2024 | Cataluña | Óscar Gutiérrez  | Ducati      | Kevin Zannoni  | Ducati      | David Alonso  | CFMoto      | Ai Ogura         | Boscoscuro  | Francesco Bagnaia | Ducati      |
| 2023 | Cataluña | Andrea Mantovani | Ducati      | Mattia Casadei | Ducati      | David Alonso  | Gas Gas     | Jake Dixon       | Kalex       | Aleix Espargaró   | Aprilia     |
| 2022 | Cataluña |                  |             |                |             | Izan Guevara  | Gas Gas     | Celestino Vietti | Kalex       | Fabio Quartararo  | Yamaha      |
| 2021 | Cataluña | Miquel Pons      | Energica    |                |             | Sergio García | Gas Gas     | Remy Gardner     | Kalex       | Miguel Oliveira   | KTM         |

| Año  | Circuito | Moto3             | Moto3       | Moto2            | Moto2       | MotoGP             | MotoGP      |
| Año  | Circuito | Piloto            | Constructor | Piloto           | Constructor | Piloto             | Constructor |
| ---- | -------- | ----------------- | ----------- | ---------------- | ----------- | ------------------ | ----------- |
| 2020 | Cataluña | Darryn Binder     | KTM         | Luca Marini      | Kalex       | Fabio Quartararo   | Yamaha      |
| 2019 | Cataluña | Marcos Ramírez    | Honda       | Álex Márquez     | Kalex       | Marc Márquez       | Honda       |
| 2018 | Cataluña | Enea Bastianini   | Honda       | Fabio Quartararo | Speed Up    | Jorge Lorenzo      | Ducati      |
| 2017 | Cataluña | Joan Mir          | Honda       | Álex Márquez     | Kalex       | Andrea Dovizioso   | Ducati      |
| 2016 | Cataluña | Jorge Navarro     | Honda       | Johann Zarco     | Kalex       | Valentino Rossi    | Yamaha      |
| 2015 | Cataluña | Danny Kent        | Honda       | Johann Zarco     | Kalex       | Jorge Lorenzo      | Yamaha      |
| 2014 | Cataluña | Álex Márquez      | Honda       | Esteve Rabat     | Kalex       | Marc Márquez       | Honda       |
| 2013 | Cataluña | Luis Salom        | KTM         | Pol Espargaró    | Kalex       | Jorge Lorenzo      | Yamaha      |
| 2012 | Cataluña | Maverick Viñales  | FTR Honda   | Andrea Iannone   | Speed Up    | Jorge Lorenzo      | Yamaha      |
| Año  | Circuito | 125 cc            | 125 cc      | Moto2            | Moto2       | MotoGP             | MotoGP      |
| Año  | Circuito | Piloto            | Constructor | Piloto           | Constructor | Piloto             | Constructor |
| 2011 | Cataluña | Nicolás Terol     | Aprilia     | Stefan Bradl     | Kalex       | Casey Stoner       | Honda       |
| 2010 | Cataluña | Marc Márquez      | Derbi       | Yuki Takahashi   | Tech 3      | Jorge Lorenzo      | Yamaha      |
| Año  | Circuito | 125 cc            | 125 cc      | 250 cc           | 250 cc      | MotoGP             | MotoGP      |
| Año  | Circuito | Piloto            | Constructor | Piloto           | Constructor | Piloto             | Constructor |
| 2009 | Cataluña | Andrea Iannone    | Aprilia     | Álvaro Bautista  | Aprilia     | Valentino Rossi    | Yamaha      |
| 2008 | Cataluña | Mike Di Meglio    | Derbi       | Marco Simoncelli | Gilera      | Dani Pedrosa       | Honda       |
| 2007 | Cataluña | Tomoyoshi Koyama  | KTM         | Jorge Lorenzo    | Aprilia     | Casey Stoner       | Ducati      |
| 2006 | Cataluña | Álvaro Bautista   | Aprilia     | Andrea Dovizioso | Honda       | Valentino Rossi    | Yamaha      |
| 2005 | Cataluña | Mattia Pasini     | Aprilia     | Dani Pedrosa     | Honda       | Valentino Rossi    | Yamaha      |
| 2004 | Cataluña | Héctor Barberá    | Aprilia     | Randy de Puniet  | Aprilia     | Valentino Rossi    | Yamaha      |
| 2003 | Cataluña | Dani Pedrosa      | Honda       | Randy de Puniet  | Aprilia     | Loris Capirossi    | Ducati      |
| 2002 | Cataluña | Manuel Poggiali   | Gilera      | Marco Melandri   | Aprilia     | Valentino Rossi    | Honda       |
| Año  | Circuito | 125 cc            | 125 cc      | 250 cc           | 250 cc      | 500 cc             | 500 cc      |
| Año  | Circuito | Piloto            | Constructor | Piloto           | Constructor | Piloto             | Constructor |
| 2001 | Cataluña | Lucio Cecchinello | Aprilia     | Daijiro Kato     | Honda       | Valentino Rossi    | Honda       |
| 2000 | Cataluña | Simone Sanna      | Aprilia     | Olivier Jacque   | Yamaha      | Kenny Roberts, Jr. | Suzuki      |
| 1999 | Cataluña | Arnaud Vincent    | Aprilia     | Valentino Rossi  | Aprilia     | Àlex Crivillé      | Honda       |
| 1998 | Cataluña | Tomomi Manako     | Honda       | Valentino Rossi  | Aprilia     | Michael Doohan     | Honda       |
| 1997 | Cataluña | Valentino Rossi   | Aprilia     | Ralf Waldmann    | Honda       | Michael Doohan     | Honda       |
| 1996 | Cataluña | Tomomi Manako     | Honda       | Max Biaggi       | Aprilia     | Carlos Checa       | Honda       |